# Marlos
Marlos Romero Bonfim, mer känd som endast Marlos, född 7 juni 1988 i São José dos Pinhais, är en brasiliansk-ukrainsk fotbollsspelare. Efter att ha spelat i ukrainska ligan i fem år valde han 2017 att representera Ukraina på landslagsnivå.

## Karriär
Den 1 februari 2022 återvände Marlos till Brasilien och skrev på för Athletico Paranaense.